# Comuna Balașivka, Berezne
Balașivka (în ucraineană Балашівка) este o comună în raionul Berezne, regiunea Rivne, Ucraina, formată din satele Balașivka (reședința), Linciîn, Mîhalîn și Sivkî.

## Demografie
Componența lingvistică a comunei Balașivka
     Ucraineană (99,91%)
     Alte limbi (0,06%)
Conform recensământului din 2001, majoritatea populației comunei Balașivka era vorbitoare de ucraineană (99,91%), existând în minoritate și vorbitori de alte limbi.